# 1961 în film
- 1960 în cinematografie — 1961 în cinematografie — 1962 în cinematografie

## Filmele cu cele mai mari încasări
Filmele cu cele mai mari încasări din 1961 în SUA:
| #   | Titlu                          | Studio                  | Actori principali                                                                                 | Încasări    |
| --- | ------------------------------ | ----------------------- | ------------------------------------------------------------------------------------------------- | ----------- |
| 1.  | Poveste din cartierul de vest  | United Artists          | Natalie Wood, Richard Beymer, Rita Moreno, George Chakiris, Russ Tamblyn, Simon Oakland           | $43.656.822 |
| 2.  | The Guns of Navarone           | Columbia                | Gregory Peck, Anthony Quinn, David Niven, Stanley Baker, Irene Papas, James Darren, Gia Scala     | $28,900,000 |
| 3.  | El Cid                         | Allied Artists          | Charlton Heston, Sophia Loren                                                                     | $26,600,000 |
| 4.  | The Absent-Minded Professor    | Walt Disney Productions | Fred MacMurray, Nancy Olson, Keenan Wynn, Tommy Kirk, Leon Ames, Elliot Reid, Ed Wynn             | $25,381,407 |
| 5.  | The Parent Trap                | Walt Disney Productions | Hayley Mills, Maureen O'Hara, Brian Keith                                                         | $25,150,385 |
| 6.  | La Dolce Vita                  | Koch-Lorber Films       | Marcello Mastroianni, Anita Ekberg                                                                | $19,516,000 |
| 7.  | Lover Come Back                | Universal               | Doris Day, Rock Hudson                                                                            | $16,937,969 |
| 8.  | King of Kings                  | MGM                     | Jeffrey Hunter, Robert Ryan                                                                       | $14,483,352 |
| 9.  | One Hundred and One Dalmatians | Walt Disney Productions | voices of Rod Taylor, Ben Wright, Betty Lou Gerson, Cate Bauer, J. Pat O'Malley                   | $14,000,000 |
| 10. | Splendor in the Grass          | Warner Bros.            | Natalie Wood, Warren Beatty                                                                       | $11,426,000 |
| 11. | Blue Hawaii                    | Paramount               | Elvis Presley                                                                                     | $10,440,453 |
| 12. | Judgment at Nuremberg          | United Artists          | Spencer Tracy, Maximilian Schell, Burt Lancaster, Richard Widmark, Judy Garland, Marlene Dietrich | $10,000,000 |
| 13. | Breakfast at Tiffany's         | Paramount               | Audrey Hepburn, George Peppard, Patricia Neal, Buddy Ebsen                                        | $9,551,904  |
| 14. | The Misfits                    | MGM                     | Clark Gable, Marilyn Monroe, Montgomery Clift, Eli Wallach                                        | $8,200,000  |

## Premii

### Oscar
- Cel mai bun film:
- Cel mai bun regizor:
- Cel mai bun actor:
- Cea mai bună actriță:
- Cel mai bun film străin:

Articol detaliat: Oscar 1961

### BAFTA
- Cel mai bun film:
- Cel mai bun actor:
- Cea mai bună actriță:
- Cel mai bun film străin: